# 임채홍
임채홍(林采弘, 1979년~ )은 대한민국의 아티스트 브랜드 디렉터이자 기업인이다. 종합 엔터테인먼트 그룹 ㈜비앤비인더스트리(BNB INDUSTRY)의 설립자이자 이사회 의장으로, 아티스트의 가능성을 가치로 확장하고, IP를 문화적 자산으로 완성시키는 비즈니스 모델을 운영하고 있다.
배우, 가수, 크리에이터, 버추얼 퍼포머 등 다양한 분야의 인재를 교육, 기획, 브랜딩, 콘텐츠, 플랫폼으로 연결하는 글로벌 시스템을 설계했으며, 이를 통해 아티스트를 단순한 엔터테이너가 아닌 독립적인 ‘브랜드’로 성장시키는 구조를 정립하였다.
또한, 콘텐츠와 기술을 융합해 휴먼 IP의 가치를 확장하고, AI 기반의 참여형 엔터테인먼트 플랫폼을 통해 창작과 기여가 가치로 환원되는 새로운 패러다임을 제시하고 있다.

## 학력
- 세종대학교 대학원 연기예술학 석사
- 세종대학교 영화예술학과 학사

## 생애
임채홍은 1979년 7월 26일 부산광역시에서 태어났다. 연기에 대한 열정을 품고 18세에 서울로 상경, 19세에 청소년 드라마를 통해 아역으로 데뷔했다. 이후 세종대학교 영화예술학과에서 연기를 전공하며 배우 활동을 이어갔고, 드라마와 영화 등 다양한 매체에 출연했다.
그는 배우와 가수로 활동하는 동안, 아티스트가 자신의 가능성을 온전히 펼치기 어려운 기존 엔터테인먼트 산업 구조에 한계를 느꼈고, 이를 해결하기 위한 대안을 고민하게 된다. 2010년, 신인 배우를 발굴하고 훈련하는 실전형 교육기관 ‘배우앤배움’을 설립한 것을 시작으로, 콘텐츠, 매니지먼트, 플랫폼, 기술을 아우르는 IP 중심의 통합 시스템을 구상하며, 아티스트의 성장 전 과정을 설계하는 독자적인 구조로 확장시켜 나갔다.
이후 종합 엔터테인먼트 그룹으로 성장한 ㈜비앤비인더스트리(BNB INDUSTRY)는 아티스트를 하나의 IP로 구조화하고, 이를 브랜드와 자산으로 완성하는 플랫폼형 엔터테인먼트 기업으로 발전했다. 임채홍은 BNB의 전 과정을 LEARN & GROW, CREATE & BUILD, CONNECT & EXPAND, VALUE & INNOVATE 라는 4개의 전략 그룹 아래 14개의 CIC(Company-In-Company) 체제를 갖추고, 이를 하나의 유기적 흐름으로 연결하여 K-엔터테인먼트의 산업이 앞으로 나아갈 방향을 제시하고 있다.
그가 만들어가는 시스템은 단순한 관리의 개념을 넘어, 사람의 가능성을 구조화하고 미래의 문화 자산으로 전환하는 하나의 새로운 해답이 되고 있다.

## 경력
- ㈜비앤비인더스트리 이사회 의장
- (사)한국연예매니지먼트협회 이사

## 참여작품

### 제작
| 연도 | 방송사     | 제목                | 비고 |
| ---- | ---------- | ------------------- | ---- |
| 2024 | 쿠팡플레이 | 사랑 후에 오는 것들 |      |

### 캐스팅
| 연도 | 방송사     | 제목                        | 비고 |
| ---- | ---------- | --------------------------- | ---- |
| 2021 | SBS        | 너의 밤이 되어 줄게         |      |
| 2021 | tvN        | 어사와 조이                 |      |
| 2022 | KBS2       | 삼남매가 용감하게           |      |
| 2023 | tvN        | 경이로운 소문2: 카운터 펀치 |      |
| 2023 | JTBC       | 힘쎈여자 강남순             |      |
| 2024 | JTBC       | 낮과 밤이 다른 그녀         |      |
| 2024 | 넷플릭스   | 아무도 없는 숲속에서        |      |
| 2024 | 쿠팡플레이 | 새벽 2시의 신데렐라         |      |
| 2024 | JTBC       | 정숙한 세일즈               |      |
| 2024 | ENA        | 취하는 로맨스               |      |
| 2025 | TVING      | 원경                        |      |
| 2025 | Genie TV   | 라이딩 인생                 |      |
| 2025 | 넷플릭스   | 탄금                        |      |

## 출연 작품

### 드라마
| 연도 | 방송사     | 제목                       | 역할          | 비고 |
| ---- | ---------- | -------------------------- | ------------- | ---- |
| 1997 | EBS        | 감성세대                   | 채홍          | 데뷔 |
| 2005 | SBS        | 그린 로즈                  | 이영훈        |      |
| 2006 | SBS        | 연개소문                   | 당태자 이승건 |      |
| 2006 | KBS2       | 드라마시티 - 그녀가 웃잖아 | 최윤재        |      |
| 2007 | tvN        | 로맨스 헌터                | 정환          |      |
| 2007 | KBS2       | 드라마시티 - 변신          | 테리          |      |
| 2007 | MBC        | 메리대구 공방전            | 꽁치          |      |
| 2007 | MBC Every1 | 와인따는 악마씨            | 캡틴          |      |
| 2008 | SBS        | 떼루아                     | 이우건        |      |
| 2009 | MBC        | 지붕뚫고 하이킥!           | 임기사        |      |
| 2009 | OBS        | 7년 후애(愛)               | 강진수        |      |
| 2010 | KBS2       | 프레지던트                 | 장일도        |      |

### 영화
| 연도 | 제목        | 역할   | 감독   | 비고 |
| ---- | ----------- | ------ | ------ | ---- |
| 1998 | 짱          | 철구   | 송재덕 |      |
| 2008 | 흑심모녀    | 경찰 1 | 조남호 |      |
| 2011 | 그녀의 13월 | 김우철 | 이기호 |      |

### 연극
| 연도 | 제목            | 역할         | 비고 |
| ---- | --------------- | ------------ | ---- |
| 2009 | 강풀의 순정만화 | 연우         |      |
| 2010 | 한여름 밤의 꿈  | 디미트리어스 |      |

## 음반
| 연도 | 앨범 제목  | 정보        | 비고 |
| ---- | ---------- | ----------- | ---- |
| 2009 | 하나라서   | 발라드 4곡  |      |
| 2010 | After Love | 발라드 13곡 |      |

## 가족 관계
- 배우자 :송민지 (1983년 10월 8일 ~ ) - 2016년 10월 결혼